# 三上参次
三上 参次（みかみ さんじ、慶応元年9月10日（1865年10月29日）- 1939年（昭和14年）6月7日）は、日本の国史学者。貴族院帝国学士院会員議員、文学博士。

## 経歴
播磨国神東郡御立村の漢方医・幸田貞助の三男として生まれ、1875年に砥堀村で寺子屋を開いていた元姫路藩江戸詰藩士(足軽)・三上勝明の養子となる。養父は地元の小学校の校長を務めたのち、姫路市街に移り砂糖・乾物を商う「三上屋」に転じた。参次は旧制姫路中学校を中退して小学校の代用教員となったが、養父の希望で農学校進学のため上京し、本郷元町にあった進学予備校「進文学舎」を経て1881年に東京大学予備門入学、教師の勧めもあり農学から史学に変更し、1885年東京帝国大学文学部入学、田辺はると結婚し、翌年長男勝誕生。
1889年、東京帝国大学和文学科卒業。同大史料編纂掛に入り、史料編纂官を経て、1899年に東京帝国大学教授、史学科から国史学科が分離するのに尽力した。1908年8月4日、帝国学士院会員となる。1924年（大正13年）から1932年（昭和7年）まで摂政の御進講担当者であった。大正期に『明治天皇紀』などを編纂。1932年に帝国学士院会員として貴族院議員（帝国学士院会員議員）に互選され、同年10月10日に就任し、死去するまで在任。また史学会創設に関与し、1936年に理事長。
1939年、肝臓膿瘍のため死去。墓所は染井霊園。

## 栄典
位階
- 1892年（明治25年）9月26日 - 従七位[11]
- 1910年（明治43年）1月31日 - 従四位[12]
- 1920年（大正9年）6月21日 - 従三位[13]

勲章等
- 1909年（明治42年）12月25日 - 勲三等瑞宝章[14]
- 1915年（大正4年）11月10日 - 大礼記念章[15]
- 1927年（昭和2年）1月22日 - 勲一等瑞宝章[16]

## 著書
- 『白河楽翁公と徳川時代』吉川半七、1891年9月。 NCID BN08801687。全国書誌番号:40013539。
  - 『白河楽翁公と徳川時代』（訂正2版）吉川半七、1891年12月。 NCID BA42754362。全国書誌番号:54012269。
- 『外山正一先生小伝』三上参次、1911年7月。全国書誌番号:40018698。
  - 『外山正一先生小伝 伝記・外山正一』大空社〈伝記叢書 6〉、1987年9月。 NCID BN01955321。全国書誌番号:88006251。
- 『社寺領性質ノ研究』東京帝国大学〈東京帝国大学文科大学紀要 第1〉、1914年5月。 NCID BA37125095。全国書誌番号:43014448 全国書誌番号:60004944。
- 『本居宣長先生の内外本末の説に就いて』皇典講究所〈国学叢書 第1輯〉、1931年。全国書誌番号:46087397。
- 『国民思想に関する一観察』啓明会〈財団法人啓明会講演集 第45回〉、1932年9月。 NCID BA31819058。全国書誌番号:46084906。
- 『明治天皇の聖徳に就いて』文部省思想局〈日本文化叢書〉、1937年3月。 NCID BN08790580。全国書誌番号:77101024。
- 『白河楽翁公と徳川時代』創元社〈日本文化名著選 第14〉、1939年4月。 NCID BN09844062。全国書誌番号:46069479。
- 『尊皇論発達史』冨山房、1941年4月。 NCID BN07883915。全国書誌番号:46002287 全国書誌番号:60009321。
- 『国史概説』辻善之助監修、冨山房、1943年2月。 NCID BN06097292。全国書誌番号:46004334 全国書誌番号:57011904。
- 『江戸時代史』 上下巻、冨山房、1943年7月-1944年10月。 NCID BN0629735X。全国書誌番号:46004597。
  - 『江戸時代史』 全7巻、講談社〈講談社学術文庫〉、1977年1月-1977年6月。 NCID BN06010727。全国書誌番号:77011901 全国書誌番号:77011902 全国書誌番号:77011903 全国書誌番号:77011904 全国書誌番号:77011905 全国書誌番号:77011906 全国書誌番号:77011907。
  - 『江戸時代史』 上巻（新装版）、講談社〈講談社学術文庫〉、1992年9月。ISBN 9784061590441。 NCID BN08117787。全国書誌番号:93000255。
  - 『江戸時代史』 下巻（新装版）、講談社〈講談社学術文庫〉、1992年10月。ISBN 9784061590458。 NCID BN08117787。全国書誌番号:93008895。
- 『明治時代の歴史学界 三上参次懐旧談』吉川弘文館、1991年2月。ISBN 9784642036290。 NCID BN05863983。全国書誌番号:91020396。

### 共著
- 三上参次、高津鍬三郎『日本文学史』落合直文補助、金港堂、1890年11月。 NCID BN08576649。全国書誌番号:41000287。
- 三上参次、高津鍬三郎『教科適用 日本文学小史』 上下巻、金港堂、1893年3月。 NCID BN08576809。全国書誌番号:54007955。
- 三上参次、高津鍬三郎『刪定 日本文学小史』金港堂、1902年1月。 NCID BA46833096。全国書誌番号:41000304。
- 谷本富、三上参次『栗山先生の面影』六盟館、1907年10月。 NCID BN07044269。全国書誌番号:40018480。

### 編集
- 『中等教科にほんれきし』大日本図書、1906年2月。 NCID BB17067051。
  - 『中等教科にほんれきし』（訂正5版）大日本図書、1911年12月。全国書誌番号:40019473。
  - 『中等教科にほんれきし』（訂正6版）大日本図書、1912年3月。全国書誌番号:40012960。

### 校閲
- 勝田孫弥『西郷隆盛伝』 全5巻、西郷隆盛伝発行所、1894年8月-1895年3月。 NCID BN15457413。全国書誌番号:40018387。
- 桜木章『側面観幕末史』啓成社、1905年9月。 NCID BN11703813。全国書誌番号:40013575。
  - 桜木章『側面観幕末史』 上巻、青史社、1975年6月。 NCID BN01968968。全国書誌番号:73018638。
  - 桜木章『側面観幕末史』 下巻、青史社、1975年11月。 NCID BN01968968。全国書誌番号:73018638。

## 親族
長男の三上勝（1886年生）は東京帝国大学支那文学科卒業後、三井物産に勤務ののち外遊、1925年帰国し、大正海上火災保険監査役となる。その妻・智恵子（1893年生、学習院女学部卒）は三井養之助（鐘紡社長、三井物産重役）の三女。長女の登代（1891年生）は東京府立第二高等女学校卒業後、大海原重義の妻となった。五男の三上進は (1896年生)は不動貯金銀行監査役、妻は同銀行頭取の牧野元次郎二女。

## 門下生
弟子に辻善之助、中村孝也などがいる。